# スティーヴ・ウィンウッド
スティーヴン・ローレンス・ウィンウッド（通称スティーヴ・ウィンウッド、Stephen Laurence "Steve" Winwood、1948年5月12日 - ）は、イングランド・バーミンガム出身のブルー・アイド・ソウル、ロック・ミュージシャン。
1960年代半ばにスペンサー・デイヴィス・グループのメンバーとして音楽活動を開始し、1970年代半ばまではトラフィック、ブラインド・フェイスなどロック史に残るバンドの中心メンバー、その後はソロ・アーティストとして、60年近く活動している。
「ローリング・ストーンの選ぶ歴史上最も偉大な100人のシンガー」において第33位。

## 概要
ウィンウッドの音楽は、リズム・アンド・ブルースやソウル・ミュージックなど黒人音楽に強い影響を受けている点に特徴がある。主に歌手兼鍵盤楽器奏者だが、ギターやベース、ドラムスも演奏できるマルチプレイヤーである。
1960年代中盤にスペンサー・デイヴィス・グループの一員として「愛しておくれ（Gimme Some Lovin'）」などで人気を博し、グループを脱退後はトラフィックのメンバーとしても成功を収めた。
1970年代後半以降はソロで活動。主なヒット曲に「ハイヤー・ラヴ」「ロール・ウィズ・イット」などがある。

## 経歴

### 生い立ち
バーミンガム郊外のグレート・バーで生まれる。音楽の才能は幼少時代から卓越したものがあり、10代前半で既に兄マフ・ウィンウッドが結成したジャズ・バンドの看板的存在として活動していたという。
また、マディ・ウォーターズ、ジョン・リー・フッカー、T-ボーン・ウォーカー、ハウリン・ウルフ、B.B.キング、サニー・ボーイ・ウィリアムスンII、エディ・ボイド、オーティス・スパン、チャック・ベリー、ボ・ディドリーら有名ミュージシャンの英国ツアーの際には、バックでハモンドオルガンやギターを演奏した。

### バンド活動
15歳の頃、マフと共にスペンサー・ディヴィス・グループに参加。
1964年に、ジョン・リー・フッカーのカバーであるシングル「ディンプルズ」でデビュー。シングル「キープ・オン・ランニング」が英国チャートで1位となり、この曲の成功によって彼は一躍スターとなる。続いて「サムバディ・ヘルプ・ミー」「愛しておくれ・ギミ・サム・ラヴィン」「アイム・ア・マン」を録音した後、彼とマフは1967年にグループを脱退。
同年、クリス・ウッド 、ジム・キャパルディ、デイヴ・メイスンとトラフィックを結成する。
トラフィックで『ミスター・ファンタジー』『トラフィック』など3枚のアルバムをリリース。1968年にはメイスン、ウッドとジミ・ヘンドリックス・エクスペリエンスのアルバム『エレクトリック・レディランド』のレコーディングに参加して、「ヴードゥー・チャイル」でオルガンを弾いた。
1969年、トラフィックを解散してエリック・クラプトンらとブラインド・フェイスを結成。
ブラインド・フェイスはアルバム『スーパー・ジャイアンツ』のリリースとアメリカ・ツアー後にあえなく解散する。ウィンウッドはソロ・アルバム『マッド・シャドウズ』のレコーディングを進めたが、ゲストに迎えたウッド、キャパルディと共にトラフィックの活動再開を決意。『マッド・シャドウズ』を『ジョン・バーレイコーン・マスト・ダイ』に改題して、トラフィックのアルバムとして1970年に発表した。

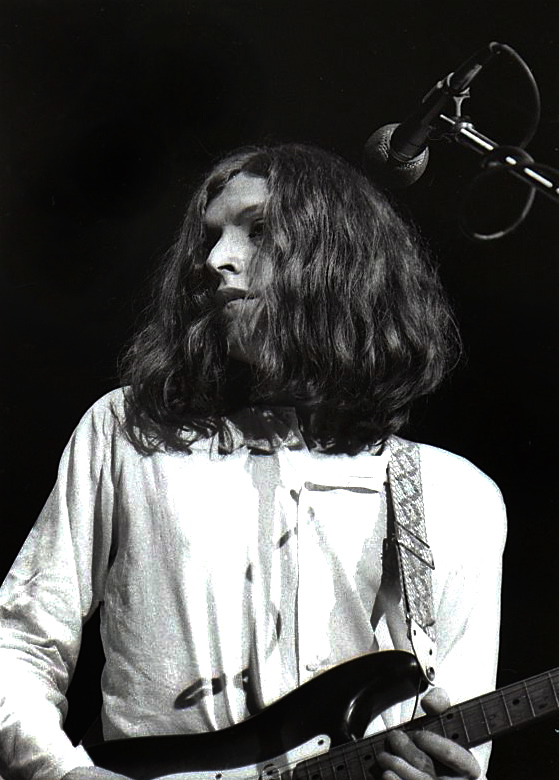
トラフィック時代のウィンウッド

トラフィックは1974年のアルバム『ホエン・ジ・イーグル・フライズ』を最後に終焉を迎えたが、その間、ウィンウッドは腹膜炎を患って危険な状態に陥ったこともあった。また1972年には、ロンドン交響楽団とイギリス室内合唱団によるロック・オペラ『トミー』のアルバム制作とコンサートに独唱者として客演した。

### ソロ活動
その後、日本人パーカッショニストのツトム・ヤマシタによるGOを始めとするいくつかのプロジェクトへの参加を経て、1977年にはセルフ・タイトル・アルバムでソロ・デビューするが、パンクブームの真っ只中にあって、今ひとつ大きな成功には至らなかった。その後、曲作りのパートナーに作詞家のウィル・ジェニングスを迎え、1980年にシングル「ユー・シー・ア・チャンス」をリリースして、翌1981年にビルボードで最高7位まで上昇するヒットとなる。この曲の成功に煽られる形で同曲が収録されたアルバム『アーク・オブ・ア・ダイヴァー』も全米3位、全世界で700万枚もの売り上げを記録し、成功を収めると共に、1982年には次作『トーキング・バック・トゥ・ザ・ナイト』を発表。「青空のヴァレリー」をビルボードHOT100の9位に送り込むヒットにする
1986年には、『バック・イン・ザ・ハイ・ライフ』を発表。ポール・サイモンやジェイムズ・テイラー、ジョージ・ハリスンなどのアルバムを手がけたラス・タイトルマンをプロデューサーに迎え制作されたこのアルバムは、全米3位まで上昇し、グラミー賞を3部門受賞した。また、シングル・カットされた「ハイヤー・ラヴ」は、自身初の全米No.1ヒットになると共に、1988年にヴァージン・レコーズに移籍して発表された『ロール・ウィズ・イット』では、シングル・カットされた同名曲が再び全米1位を獲得、アルバムも初の全米1位を記録した。また、1989年と1991年には来日公演も行われた。
1990年のスタジオ・アルバム『リフュジーズ・オブ・ザ・ハート』リリースに伴うツアーの終了後、ソロ活動を休止。キャパルディと共にトラフィックを再結成して、1994年には20年ぶりのアルバム『ファー・フロム・ホーム』を発表。
1997年のソロ・アルバム『ジャンクション・セヴン』では、ナラダ・マイケル・ウォルデンを共同プロデューサーに迎え、レニー・クラヴィッツやデズリー等がゲスト参加した。
2003年には、自ら立ち上げたレーベル、ウィンクラフトから『アバウト・タイム』を発表。7月にはフジロック・フェスティバルへの参加で、3度目の来日公演が実現した。また、翌2004年の3月には、トラフィックとしてロックの殿堂入りを果たし、これを機に復活も予定されていたといわれているが、2005年1月にキャパルディが胃癌により亡くなったことから、この話は立ち消えになっている。
2007年7月、クロスロード・ギター・フェスティバルでエリック・クラプトンと共演し、ブラインド・フェイス時代の3曲などを演奏。さらに2008年2月には、マディソン・スクエア・ガーデンでクラプトンと3日間の共演コンサートを実現させて、この公演の模様は後に、クラプトンと連名のライブ・アルバム『ライヴ・フロム・マディソン・スクエア・ガーデン』としてリリースされる。4月に、5年ぶりのアルバム『ナイン・ライヴズ』を、コロンビア・レコードよりリリースした。
2011年11月から12月に掛けて、エリック・クラプトンとともに来日し、全国8会場、計13回のコンサートを行った。マディソン・スクエア・ガーデンでの公演と重複する曲以外にも、ウィンウッドのソロのヒット曲が演奏され、「ユー・シー・ア・チャンス」では、オリジナルのシンセのソロのパートをエリック・クラプトンがギターで演奏した。「マイ・ウェイ・ホーム」は、2人が揃ってアコースティック・ギターで演奏するコーナーで演奏された。

## ディスコグラフィ

### ソロ

#### アルバム
- 『スティーヴ・ウィンウッド』 - Steve Winwood (1977年)
- 『アーク・オブ・ア・ダイヴァー』 - Arc of a Diver (1981年)
- 『トーキング・バック・トゥ・ザ・ナイト』 - Talking Back to the Night (1982年)
- 『バック・イン・ザ・ハイ・ライフ』 - Back in the High Life (1986年)
- 『クロニクル』 - Chronichles (Best Album) (1987年)
- 『ロール・ウィズ・イット』 - Roll With It (1988年)
- 『リフュジーズ・オブ・ザ・ハート』 - Refugees of the Heart (1990年)
- 『ジャンクション・セヴン』 - Junction Seven (1997年)
- 『アバウト・タイム』 - About Time (2003年)
- 『ナイン・ライヴズ』 - Nine Lives (2008年)
- 『ウィンウッド・グレイテスト・ヒッツ・ライヴ』 - Winwood Greatest Hits Lives (2017年)

#### シングル
- "While You See a Chance" (1981年)
- "Arc of a Diver" (1981年)
- "Still in the Game" (1982年)
- "Valerie" (1982年)
- "Higher Love" (1986年)
- "Freedom Overspill" (1986年)
- "The Finer Things" (1987年)
- "Back in the High Life Again" (1987年)
- "Valerie" (remix) (1987年)
- "Roll With It" (1988年)
- "Don't You Know What the Night Can Do?" (1988年)
- "Holding On" (1988年)
- "Hearts on Fire" (1989年)
- "One and Only Man" (1990年)

### エリック・クラプトン・アンド・ザ・パワーハウス
- "What's Shakin'" (1966年)

### ブラインド・フェイス
- 『スーパー・ジャイアンツ』 - Blind Faith (1969年)

### ジンジャー・ベイカーズ・エア・フォース
- 『ジンジャー・ベイカーズ・エア・フォース』 - Ginger Baker's Air Force (1970年)

### サード・ワールド
- Aiye-Keta (1973年)

### Go
- 『ゴー』 - Go (1976年)
- 『ゴー・ライヴ』 - Go Live from Paris (1976年)

### エリック・クラプトン&スティーヴ・ウィンウッド
- 『ライヴ・フロム・マディソン・スクエア・ガーデン』 - Live from Madison Square Garden (2009年)

## 来日公演
- 1989年

3月27日,28日 大阪城ホール、30日 名古屋レインボーホール、4月1日,4日,5日 国立代々木競技場第一体育館、7日 横浜アリーナ
- 1991年 AMA in Yokohama Arena

3月22日 横浜アリーナ
- 2003年 Fuji Rock Festival 03

7月27日 苗場スキー場
- 2011年 with ERIC CLAPTON

11月17日 北海きたえーる、19日 横浜アリーナ、21日,22日 大阪城ホール、24日 マリンメッセ福岡、26日 広島グリーンアリーナ、28日 いしかわ総合スポーツセンター、30日 日本ガイシホール、12月2日,3日,6日,7日,10日 日本武道館